# Jewish Publication Society
Jewish Publication Society (JPS), cunoscută inițial ca Jewish Publication Society of America, este cea mai vechi editură nonprofit, nereligioasă, de lucrări evreiești în limba engleză. Fondată în Philadelphia în 1888 de către rabinul reformist Joseph Krauskopf⁠(d) și de alte persoane, JPS este cunoscută în special pentru publicarea traducerii în engleză a Bibliei ebraice, JPS Tanakh⁠(d).
Versiunea JPS a Bibliei este utilizată în seminariile creștine și evreiești, în sute de campusuri universitare, în medii informale de studiu pentru adulți, în sinagogi, în școlile evreiești și în cadrul programelor complementare de studii. A fost publicată într-un număr mare de ediții, precum și în media electronică.
În calitate de editură nonprofit, JPS dezvoltă proiecte în care editorii interesați de profit nu vor investi, proiecte semnificative care se pot întinde pe parcursul a mai multor ani. Alte proiecte de bază ale JPS includ colecția de comentarii biblice JPS, cărți despre tradițiile, sărbătorile și obiceiurile evreiești, istorie, teologie, etică și filozofie; midrash și formare rabinică, precum și numeroasele sale ediții biblice și volume de studiu biblic.
Începând din 2012 publicațiile JPS au fost distribuite de editura University of Nebraska Press.

## Istoric
Prima Jewish Publication Society a fost fondată în 1845 de Isaac Leeser în Philadelphia și a publicat 14 cărți, dar a fost dizolvată șase ani mai târziu, după ce un incendiu a distrus clădirea și întregul stoc JPS. la 27 decembrie 1851. Ideea existenței unei edituri care să publice cărți evreiești nu s-a stins, iar în 1867 Consiliul Delegaților Israeliților Americani a desemnat un comitet format din trei persoane (Isaac Leeser, Marcus Jastrow și Samuel Isaacs) care să plănuiască organizarea unei noi societăți editoriale.
O a doua JPS a fost fondată în 1873 la New York de Leopold Bamberger, Benjamin I. Hart, Myer Stern și Edward Morrison și și-a încheiat activitatea în 1875. Ca răspuns la nevoia tot mai mare de texte evreiești în limba engleză, rabinii și conducătorii laici ai comunității evreiești americane s-au întâlnit la 3 iunie 1888 într-o convenție națională organizată la Philadelphia și au fondat Jewish Publication Society, unul dintre fondatorii principali fiind rabinul reformist Joseph Krauskopf⁠(d).
Numărul de membri a crescut rapid la începutul secolului al XX-lea. După mai mulți ani de întâlniri, deliberări și revizuiri, întreaga traducere a Bibliei a fost în sfârșit finalizată în 1917. Această capodoperă a editurii a fost publicată la începutul Primului Război Mondial, când tinerilor evrei li s-au oferit cărți de rugăciuni și lecturi biblice în timp ce plecau la război.
Pe măsură ce Hitler și Partidul Nazist au ajuns la putere în Germania în anii 1930, evreii din America au rezistat antisemitismului prin puterea cuvintelor. Lucrări precum The Decay of Czarism și Legends of the Jews au devenit elemente de bază ale alfabetizării evreiești și au contribuit la păstrarea moștenirii culturale a evreilor europeni. JPS a susținut, de asemenea, efortul de război prin sprijinirea angajării și relocării refugiaților și prin tipărirea de broșuri care au fost aruncate în spatele liniilor inamice, la cererea guvernului american.
În a doua jumătate a secolului al XX-lea, JPS a publicat o traducere revizuită a Bibliei, cărți care prezintă detaliat atât atrocitățile, cât și triumfurile războiului, precum și cărți despre statul Israel. Lucrări precum The JPS Commentary Series, The Jewish Catalog și The K'Tonton Series au avut un succes extraordinar. A. Leo Levin⁠(d) a fost președintele editurii din 1975 până în 1978. În 1985, cele trei părți ale Bibliei recent traduse (Tora – 1962/1967, Profeții – 1978 și Psalmi/Kethuvim – 1982) au fost în cele din urmă compilate în ceea ce este cunoscut acum sub numele de JPS Tanakh (sau NJPS, noua traducere JPS, pentru a o deosebi de OJPS, sau vechea traducere JPS din 1917).
În septembrie 2011 JPS a încheiat un nou acord de publicare colaborativă cu University of Nebraska Press, prin care editura din Nebraska a achiziționat tot inventarul de cărți al JPS și a devenit responsabilă pentru producerea, distribuția și comercializarea tuturor publicațiilor JPS, începând din 1 ianuarie 2012, în timp ce sediul JPS a rămas la Philadelphia.

## Conducere
Activitatea JPS este gestionată de un consiliu de administrație, care este condus în prezent de președintele Gittel Hilibrand.
Editura i-a avut în trecut ca redactori-șefi pe Henrietta Szold (1893–1916), Benzion Halper (1916–1924), Isaac Husik (1924–1939), Solomon Grayzel⁠(d) (1939–1966), Chaim Potok⁠(d) (1966–1974), Maier Deshell (1974–1983), David Rosenberg (1984–1985) și Sheila F. Segal (1986–1991). Potok a fost implicat în activitățile editoriale ale JPS timp de 35 de ani, lucrând ca redactor șef timp de 8 ani (1966-1974), redactor pentru proiecte speciale timp de 10 ani (1974–1984), secretar al comitetului de traducere a Bibliei (Ketuvim) timp de 16 ani, președinte al Comitetului editorial al JPS timp de 18 ani și redactor literar al programului biblic timp de 18 ani.
Dr. Ellen Frankel⁠(d) a fost redactor-șef (și mai târziu, din 1998, și președinte-director general) al societății din 1991 până în august 2009. Acum ea este redactor emerit.
Rabinul Barry L. Schwartz a devenit președinte-director general în 2010, când a venit la JPS de la Congregația M'Kor Shalom din Cherry Hill, New Jersey⁠(d), unde a slujit timp de 11 ani ca rabin principal. Rabinul Schwartz a făcut parte din consiliul de administrație al mai multor organizații nonprofit și este activ în special în activitățile de protejare a mediului.
Carol Hupping a fost redactor executiv (și pentru câțiva ani director editorial) al editurii din 1991 până la pensionarea ei în martie 2016. Joy Weinberg i-a urmat în funcția de redactor executiv în aprilie 2016.

## Publicații notabile
- The JPS Torah Commentaries (Geneza, Exodul, Leviticul, Numeri, Deuteronomul)
- The JPS Bible Commentaries (Ecleziastul, Estera, Haftarot, Iona, Ruth, Cântarea cântărilor)
- Outside the Bible: Ancient Jewish Writings Related to Scripture, Louis H. Feldman, James L. Kugel și Lawrence Schiffman
- The JPS Commentary on the Haggadah, Joseph Tabory
- Dictionary of Jewish Words, Joyce Eisenberg și Ellen Scolnic
- The Jewish Bible, The Jewish Publication Society
- Celebrating the Jewish Year în 3 volume, Paul Steinberg, Janet Greenstein Potter
- The Commentators' Bible (Exodus, Leviticus, Numbers, Deuteronomy, and Genesis in 2018), Michael Carasik
- JPS Illustrated Children's Bible, Ellen Frankel
- Chanting the Hebrew Bible, Josh Jacobson
- Jewish Publication Society Series

## Versiunea audio a Bibliei
JPS TANAKH: Versiunea audio a Bibliei evreiești este o versiune înregistrată a JPS TANAKH, care a devenit cea mai citită traducere în engleză a Bibliei ebraice (evreiești). Produsă și înregistrată pentru JPS de către The Jewish Braille Institute (JBI), această versiune audio completă, integrală, conține peste 60 de ore de lecturi realizate de 13 naratori. Ea este disponibilă pentru cumpărare sau prin abonament de la mulți furnizori de cărți audio.
Versiunea audio a versetelor săptămânale ale Torei, cunoscute și sub numele de parsha, a fost disponibilă pe site-ul JPS și va fi din nou în curând.

## Premii

### National Jewish Book Awards (din 2000)
2000:
- Synagogues without Jews, Ben-Zion și Rivka

2001:
- Forged in Freedom, Norman Finkelstein
- The Rebbe’s Daughter, Nehemiah Polen
- Etz Hayim, David Lieber (ed.)

2003:
- To Do the Right and the Good, Elliot Dorff

2006:
- Folktales of the Jews: Tales from the Sephardic Dispersion, Dan Ben-Amos
- Lilith’s Ark: Teenage Tales of Biblical Women, Deborah Cohen

2007:
- Inventing Jewish Ritual, Vanessa Ochs
- The Power of Song and Other Sephardic Tales, Rita Roth

2009:
- JPS Illustrated Children’s Bible, Ellen Frankel, ilustrată de Avi Katz
- Celebrating the Jewish Year: The Spring and Summer Holidays: Passover, the Omer, Shavuot, Tisha B’Av, Paul Steinberg, Janet Greenstein Potter (ed.)
- Subversive Sequels in the Bible, Judy Klitsner

2011:
- The JPS Bible Commentary: Ruth, Tamara Cohn Eskenazi și Tikva Frymer-Kensky

2014:
- Outside the Bible: Ancient Jewish Writings Related to Scripture, Louis Feldman, James Kugel și Lawrence Schiffman

### Children's Book Awards
- Terrible Things: An Allegory of the Holocaust, Eve Bunting (o carte notabilă pentru copii în domeniul științelor sociale)
- The Jewish Kids Catalog, Chaya Burstein (National Jewish Book Award)
- The Castle on Hester Street, Linda Heller (Parents’ Choice Award)
- In the Mouth of the Wolf, Rose Zar (Association of Jewish Librarians Best Book Award)
- The Power of Song and Other Sephardic Tales, Rita Roth (National Jewish Book Award)
- Anne Frank: A Life in Hiding, Johanna Hurwitz (nominalizată la Texas Blue Bonnet Award: A Notable Children's Trade Book in the Field of Social Studies)
- Haym Salomon: Liberty’s Son, Shirley Milgrim (National Jewish Book Award)
- Mrs. Moskowitz and the Sabbath Candlesticks, Amy Schwartz (National Jewish Book Award și Association of Jewish Librarians Best Book Award)
- Clara’s Story, Clara Isaacman (Sydney Taylor Honor Book)
- Lilith’s Ark, Deborah Bodin Cohen (Sydney Taylor Notable Book for Teens)
- Of Heroes, Hooks and Heirlooms, Faye Silton (câștigătoare a concursului de nanuscrise Sydney Taylor)
- A Coat for the Moon and Other Jewish Tales, Howard Schwartz (Anne Izard Storytellers' Choice Award și Storytelling World Magazine Award)
- David and Max, Gary Provost și Gail Levine-Provost (Notable Children's Book in the Field of Social Studies, Skipping Stones Honor Award)
- Potato Pancakes All Around, Marilyn Hirsch (Children's Choice Award)
- JPS Illustrated Children’s Bible, Ellen Frankel (National Jewish Book Award și Taylor Book Award Notable Book for Readers of All Ages)
- Naomi’s Song, Selma Kritzer Silverberg (Sydney Taylor Book Award Honor for Books for Teen Readers)
- Elvina’s Mirror, Sylvie Weil (Sydney Taylor Book Award Notable Book for Older Readers)

### Alte premii
2008:
- Skipping Stones Honor Award - A Shout in the Sunshine, Mara Cohen Ioannides

2009:
- Sophie Brody Medal - From Krakow to Krypton: Jews and Comic Books, Arie Kaplan
- Booklist Editors' Choice: Books for Youth Winner - From Krakow to Krypton: Jews and Comic Books, Arie Kaplan